# Edward Cronjager
Edward Cronjager (parfois crédité Edward J. Cronjager), né le 21 mars 1904 à New York (État de New York), mort le 15 juin 1960 à Los Angeles — Quartier d'Hollywood (Californie), est un directeur de la photographie américain, membre de l'ASC.

## Biographie
Au cinéma, Edward Cronjager est chef opérateur sur cent-vingt films américains (dont une vingtaine muets), à partir de 1925, y compris des westerns. Son dernier film sort en septembre 1961, plus d'un an après sa mort brutale, d'une crise cardiaque.
Il assiste notamment les réalisateurs John Cromwell (ex. : Ann Vickers en 1933, avec Irene Dunne et Walter Huston), H. Bruce Humberstone (ex. : Les Rivages de Tripoli en 1942, avec John Payne et Maureen O'Hara), Fritz Lang (ex. : House by the River en 1950, avec Louis Hayward et Jane Wyatt), Ernst Lubitsch (Le ciel peut attendre en 1943, avec Gene Tierney et Don Ameche), Wesley Ruggles (ex. : La Ruée vers l'Ouest en 1931, avec Richard Dix et Irene Dunne), ou encore William A. Seiter (ex. : Roberta en 1935, avec Fred Astaire et Ginger Rogers), entre autres.
À la télévision, Edward Cronjager est directeur de la photographie sur huit séries, de 1958 à 1960.
Au cours de sa carrière, il obtient sept nominations à l'Oscar de la meilleure photographie (la première en 1931, pour La Ruée vers l'Ouest qui obtient l'Oscar du meilleur film), mais n'en gagne pas.
Il est le fils d'Henry Cronjager (1877-1967), le neveu de Jules Cronjager (1871-1934) et le frère d'Henry Cronjager Jr. (1906-1991), tous trois également directeurs de la photographie.

## Filmographie partielle
Au cinéma

### Années 1920
- 1925 : L'Illusion perdue (Womanhandled) de Gregory La Cava
- 1926 : The Quarterback de Fred C. Newmeyer
- 1927 : Volonté (Man Power) de Clarence G. Badger
- 1927 : Knockout Reilly de Malcolm St. Clair
- 1927 : Caballero (The Gay Defender) de Gregory La Cava
- 1928 : Quelle nuit ! (What a Night!) de A. Edward Sutherland
- 1928 : Son voyage en Chine (Moran of the Marines) de Frank R. Strayer
- 1928 : Pan dans le mille (Warming Up) de Fred C. Newmeyer
- 1928 : Sporting Goods de Malcolm St. Clair
- 1928 : Easy Come, Easy Go (en) de Frank Tuttle
- 1929 : Seven Keys to Baldpate (en) de Reginald Barker
- 1929 : Le Virginien (The Virginian) de Victor Fleming
- 1929 : Le Maestro (Fashions in Love) de Victor Schertzinger
- 1929 : Chimères (Fast Company) de A. Edward Sutherland
- 1929 : Le Docteur Amour (The Love Doctor) de Melville W. Brown
- 1929 : Nothing But the Truth de Victor Schertzinger

### Années 1930
- 1930 : Shooting Straight de George Archainbaud
- 1931 : La Ruée vers l'Ouest (Cimarron) de Wesley Ruggles
- 1931 : Night Beat de George B. Seitz
- 1931 : The Public Defender de J. Walter Ruben
- 1931 : Son gosse (Young Donovan's Kid) de Fred Niblo
- 1932 : L'Oiseau de paradis (Bird of Paradise) de King Vidor
- 1932 : Les Conquérants (The Conquerors) de William A. Wellman
- 1932 : Roar of the Dragon (en) de Wesley Ruggles
- 1932 : Quatre de l'aviation (The Lost Squadron) de George Archainbaud
- 1933 : Grand Bazar (Sweepings) de John Cromwell
- 1933 : Sa femme (No Other Woman), de J. Walter Ruben
- 1933 : If I Were Free d'Elliott Nugent
- 1933 : Ann Vickers de John Cromwell
- 1934 : Kentucky Kernels de George Stevens
- 1934 : Mademoiselle Hicks (Spitfire) de John Cromwell
- 1935 : The Nitwits de George Stevens
- 1935 : Jalna de John Cromwell
- 1935 : Je te dresserai (In Person) de William A. Seiter
- 1935 : Enchanted April d'Harry Beaumont
- 1935 : Roberta de William A. Seiter
- 1936 : Tourbillon blanc (One in a Million) de Sidney Lanfield
- 1936 : Special Investigator de Louis King
- 1936 : La Légion des damnés (The Texas Rangers) de King Vidor
- 1936 : Three Maried Men d'Edward Buzzell
- 1937 : Le Prince X (Thin Ice) de Sidney Lanfield
- 1937 : Jeux de dames (Wife, Doctor and Nurse) de Walter Lang

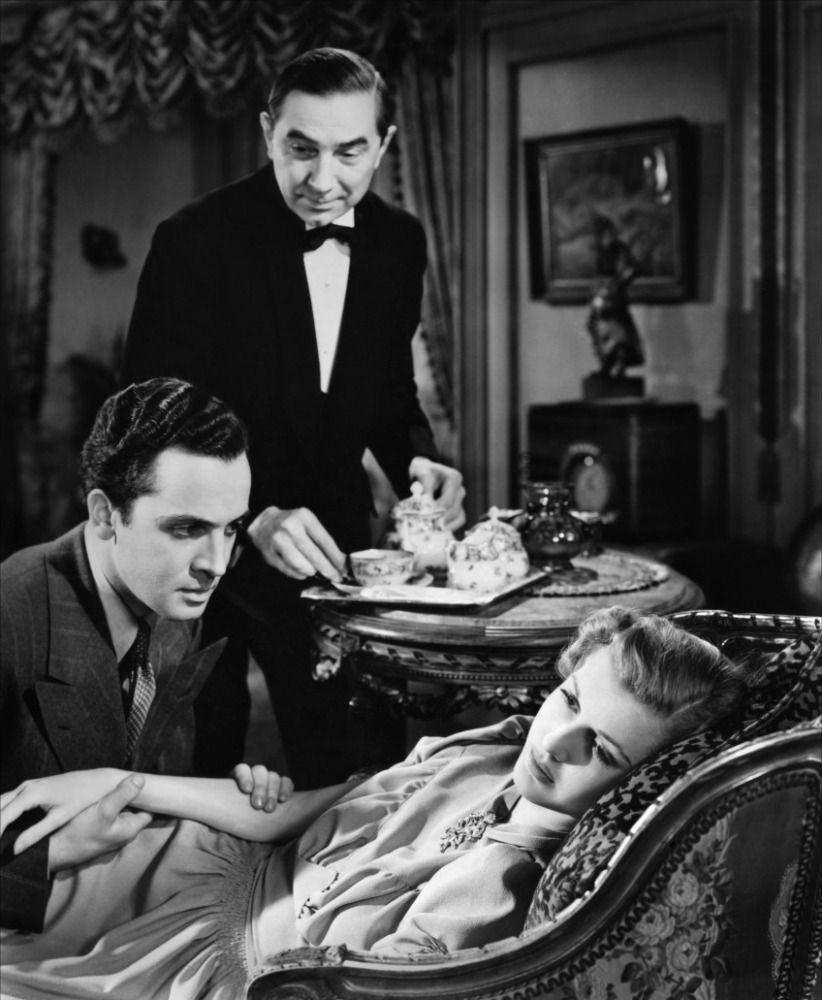
Le Gorille (1939) :
Edward Norris, Bela Lugosi et Anita Louise (de g. à d.)

- 1938 : Mon oncle d'Hollywood (Keep Smiling) de Herbert I. Leeds
- 1938 : L'Île des angoisses (Gateway) d'Alfred L. Werker
- 1938 : Joyeux Gitans (Rascals) de H. Bruce Humberstone
- 1939 : Tout se passe la nuit (Everything happens at Night) d'Irving Cummings
- 1939 : Le Gorille (The Gorilla) d'Allan Dwan
- 1939 : The Escape de Ricardo Cortez

### Années 1940
- 1940 : Tanya l'aventurière (I Was an Adventuress) de 	Gregory Ratoff
- 1940 : Jeunesse (Young People) d'Allan Dwan
- 1941 : Qui a tué Vicky Lynn ? (I wake up screaming) d'H. Bruce Humberstone
- 1941 : Rise and Shine d'Allan Dwan
- 1941 : Les Pionniers de la Western Union (Western Union) de Fritz Lang
- 1941 : Tu seras mon mari (Sun Valley Serenade) d'H. Bruce Humberstone
- 1941 : A Very Young Lady d'Harold D. Schuster
- 1942 : The Pied Piper d'Irving Pichel
- 1942 : Les Rivages de Tripoli (To the Shores of Tripoli) d'H. Bruce Humberstone
- 1942 : Life Begins at Eight-Thirty d'irving Pichel
- 1942 : Girl Trouble de Harold D. Schuster
- 1943 : Margin for Error d'Otto Preminger
- 1943 : Banana Split de Busby Berkeley
- 1943 : Le ciel peut attendre (Heaven can wait) d'Ernst Lubitsch
- 1944 : Le Jockey de l'amour (Home in Indiana) d'Henry Hathaway
- 1945 : Paris Underground de Gregory Ratoff
- 1945 : La Grande Dame et le Mauvais Garçon (Nob Hill) d'Henry Hathaway
- 1946 : Le Passage du canyon (Canyon Passage) de Jacques Tourneur
- 1946 : Colonel Effingham's Raid d'Irving Pichel

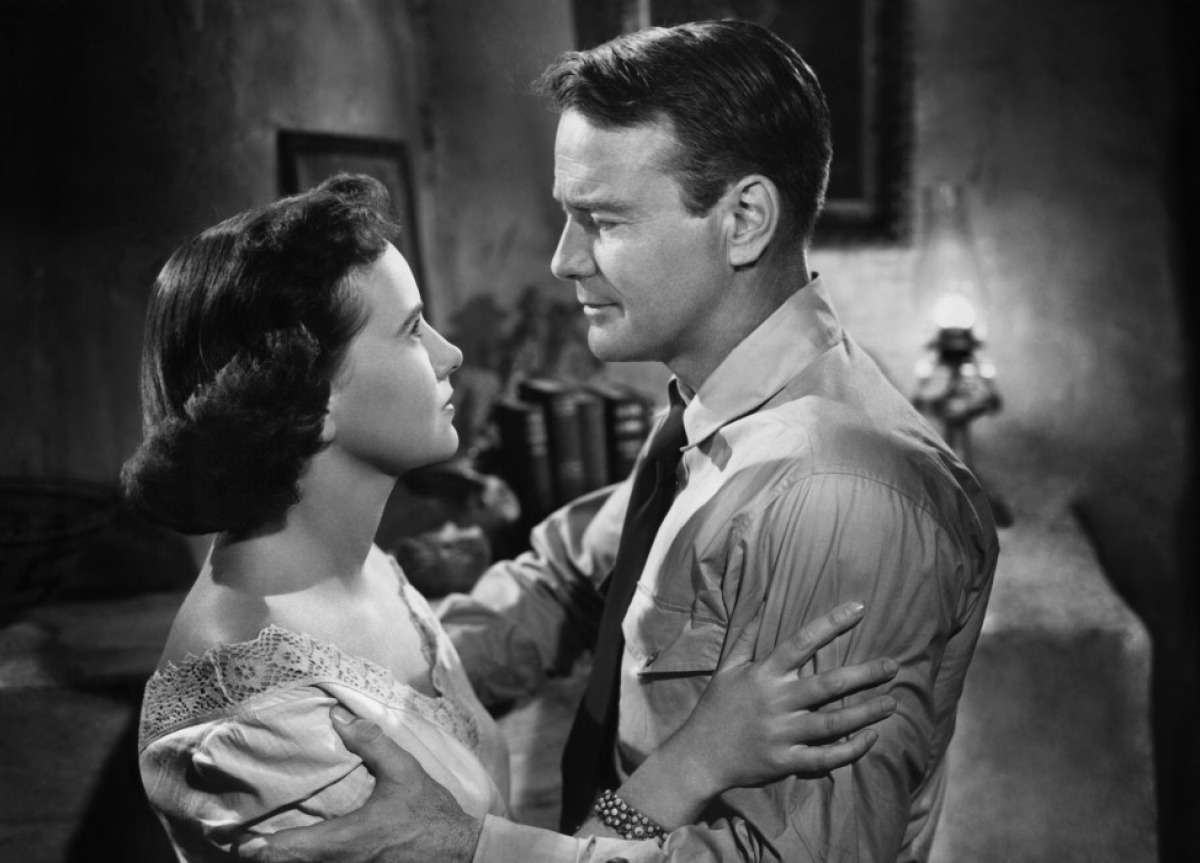
La Capture (1950) :
Teresa Wright et Lew Ayres

- 1946 : Voulez-vous m'aimer ? (Do you love me ?) de Gregory Ratoff
- 1947 : La Furie du désert (Desert Fury) de Lewis Allen
- 1947 : Sérénade à Mexico (Honeymoon) de William Keighley
- 1948 : La Comtesse de Monte-Cristo (en) (The Countess of Monte Cristo) de Frederick de Cordova
- 1948 : La Folle Enquête (On Our Merry Way) de Leslie Fenton et King Vidor
- 1948 : Relentless de George Sherman
- 1948 : Tous les maris mentent (An Innocent Affair) de Lloyd Bacon

### Années 1950
- 1950 : House by the River de Fritz Lang
- 1950 : La Capture (The Capture) de John Sturges
- 1951 : Plus fort que la loi (Best of the Badmen) de William D. Russell
- 1951 : Les Coulisses de Broadway (Two Tickets to Broadway) de James V. Kern
- 1951 : L'Épreuve du bonheur (I'd climb the Highest Mountain) d'Henry King
- 1952 : Prisonniers du marais (Lure of the Wilderness) de Jean Negulesco
- 1952 : Gosses des bas-fonds (Bloodhounds of Broadway) d'Harmon Jones
- 1953 : La Rivière de la poudre (Powder River) de Louis King
- 1953 : Tempête sous la mer (Beneath the 12-Mile Reef) de Robert D. Webb
- 1953 : Le Trésor du Guatemala (The Treasure of the Golden Condor) de Delmer Daves
- 1954 : L'Attaque de la rivière rouge (The Siege at Red River), de Rudolph Maté

## Nominations
- Oscar de la meilleure photographie (nominations uniquement) :
  - En 1931, pour La Ruée vers l'Ouest ;
  - En 1942, catégorie noir et blanc, pour Tu seras mon mari ;
  - En 1943, catégorie couleur, pour Les Rivages de Tripoli (nomination partagée avec William V. Skall), et catégorie noir et blanc, pour The Pied Piper ;
  - En 1944, catégorie couleur, pour Le ciel peut attendre ;
  - En 1945, catégorie couleur, pour Le Jockey de l'amour ;
  - Et en 1954, catégorie couleur, pour Tempête sous la mer.